# Eduard Vellibre Roca
Eduardo Antonio Vellibre Roca (Palma, 17 de maig de 1951) fou director general de Cultura i secretari general tècnic de la Conselleria d'Educació i Cultura del Govern de les Illes Balears sota la batuta del llavors conseller Francesc Gilet Girart des de 1983 fins al 1987.
Fou també candidat del PP a l'ajuntament de Calvià el 1992 i va veure's implicat en la trama orquestrada per subornar un regidor del PSOE per canviar la majoria de govern en aquell ajuntament a canvi de 100 milions de pessetes, conegut com a Cas Calvià.